# طنین یک تابستان
طنین یک تابستان (به انگلیسی: Echoes of a Summer) فیلمی محصول سال ۱۹۷۶ و به کارگردانی دان تیلور است. در این فیلم بازیگرانی همچون جودی فاستر، ریچارد هریس، لوئیس نتلتون، براد ساویج، جرالدین فیتزجرالد و ویلیام ویندام ایفای نقش کرده‌اند.